# Lido Pimienta
Lido Pimienta, född 22 september 1986 i Barranquilla i Colombia, är en kanadensisk sångerska, musiker och låtskrivare.

## Biografi
Lido Pimienta föddes i Barranquilla i Colombia, men flyttade sedan till Kanada. Pimienta identifierar sig som afro-colombiansk och som ursprungsbefolkningen Wayuu.
2010 släpptes EPn Color som producerades av hennes dåvarande make. 2016 släppte hon albumet La Papessa. 2020 kom albumet Miss Colombia där Lido Pimienta vill medvetandegöra de utmaningar som svarta kvinnor och kvinnor som tillhör ursprungsbefolkningen i Columbia möter. Hon spelade in majoriteten av albumet i sin hemmastudio, och skrev och arrangerade alla låtar själv samt producerade albumet tillsammans med Prince Nifty.
Albumets namn Miss Columbia är delvis efter incidenten under Miss Universum 2015 där Steve Harvey av misstag meddelade att Miss Columbia vunnit.
Debutalbumet La Papesa vann ett av de främsta kanadensiska musikpriserna, Polaris Music Prize.
Lido Pimienta identifierar sig som queer.

## Diskografi

### Album
- 2016 - La Papesa
- 2020 - Miss Columbia

### EP
- 2010 - Color